# 플러스마이너스
플러스마이너스(plus-minus, ±)는 플러스와 마이너스를 한꺼번에 묶어서 쓴 기호로 근사값의 정밀도를 나타내는 데와 부호만 다른 두 개의 값을 단축하는 간편한 기법으로 널리 사용되는 수학 기호이다. ±a는 +a나 -a를 뜻한다. 그러나 플러스와 마이너스의 순서를 뒤집은 ∓도 사용되며, 이때 ±와 짝을 이루고 복호동순이라는 표시가 뒤따른다. (복호동순이라고 명시하지 않더라도, 암묵적으로 복호동순이라고 봐야 한다.) 여기서 복호동순이란, ±와 ∓ 짝에서는 ±가 +일 때 ∓가 -이고, ±가 -일 때 ∓가 +이다. 즉, 하나의 부호가 정해졌을 때 위로부터 같은 순서로 읽는다.

## 같이 보기
- 이차 방정식